# Công Tôn Sách
Công Tôn Sách hay được gọi là Công Tôn Tiên Sinh là một nhân vật hư cấu trong tiểu thuyết Trung Quốc. Rất thông minh, tinh thông bói toán và y học cổ truyền Trung Quốc, ông là một trợ lý đắc lực cho Phủ doãn Khai Phong Phủ Bao Chửng.

## Lý lịch
Thông thạo các tác phẩm kinh điển của Trung Quốc với đầu óc nhạy bén, Công Tôn Sách đã nhiều lần thất bại trong các kỳ thi của triều đình (mặc dù không nói rõ, cuốn tiểu thuyết ngụ ý những thất bại của ông ấy là do các thí sinh khác đã hối lộ các giám khảo tham nhũng như Bàng Thái sư). Ông ấy tìm thấy nơi ẩn náu tại một tu viện và được sư trụ trì đối xử tốt. Bao Chửng sau khi đọc thư giới thiệu của sư trụ trì và phỏng vấn ông, Bao Chửng đã nhận Công Tôn Sách làm trợ lý.

## Tài năng y học
Công Tôn Sách giỏi về y khoa, ông ấy có thể điều tra các vụ án bằng cách cải trang thành một bác sĩ lang thang mang theo một bộ thuốc và một biểu ngữ của lang băm. Nếu được mời đến gia đình bệnh nhân, ông ta sẽ hỏi những câu hỏi liên quan đến ca bệnh trong quá trình chẩn đoán. Ông cũng sẽ tự mình khám nghiệm tử thi khi cần thiết cho cuộc điều tra của mình.
Theo cuốn tiểu thuyết, Công Tôn Sách đã có thể chẩn đoán chính xác việc mang thai cũng như trầm cảm của một phụ nữ bằng cách bắt mạch của cô ấy. Ông ta kê cho cô một đơn thuốc để ngăn ngừa sẩy thai và tăng cường tuần hoàn.
Công Tôn Sách cũng đã chữa khỏi cho một người điên bằng "Ngũ sắc hương": đun sôi nước có chứa các loại gỗ từ cây dâu tằm, cây du, cây đào, cây chùa và cây liễu. Bệnh nhân được cho vào bồn nước sắc, đắp chăn trừ mặt, sau khi vã mồ hôi đã khỏi điên cuồng.

## Các phát minh
Công Tôn Sách đã thiết kế ba cái đầu đao chém cho Bao Chửng, được trang trí bằng đầu chó (cẩu đầu trảm), đầu hổ (hổ đầu trảm) và đầu rồng (long đầu trảm) để xử trảm theo các đối tượng thường dân, quan chức chính phủ và nhân vật hoàng gia. Sử dụng kiến thức về giải phẫu học của mình, Công Tôn Sách cũng đã phát minh ra một dụng cụ tra tấn có tên "Hạt mưa hoa mai". Đó là một miếng sắt phẳng lớn có đính những chiếc cúc nhỏ. Khi được làm nóng đỏ, các nút sẽ làm bỏng da của bị can đặt trên cây đàn; tuy nhiên, các vết thương sẽ không gây tử vong.

## Chân dung trong phim và phim truyền hình
- Tào Vĩnh Liêm đóng bộ phim Bao Thanh Thiên: Năm đầu tiên (TVB 2019)